# Chikkasalavara, Belur
Chikkasalavara là một làng thuộc tehsil Belur, huyện Hassan, bang Karnataka, Ấn Độ.